# Ardrossan (Schotland)
Ardrossan (Gaelic: Àird Rosain) is een plaats aan de kust van North Ayrshire in het westen van Schotland. De plaats heeft 10.500 inwoners en vormt samen met Saltcoats en Stevenston het stedelijke gebied Three Towns dat ongeveer 31.800 inwoners heeft.
De naam "Ardrossan" beschrijft de positie — 'ard' (van het Gallicaanse aird) betekent hoogte, 'ros' een voorgebergte en het achtergevoegde verkleinwoord 'an' - hoogte van het kleine voorgebergte.
De geschiedenis van Ardrossan kan worden teruggevoerd tot de bouw van het kasteel Cannon Hill, rond 1140, door Simon de Morville. Het kwam in eigendom van de familie Barclay en uiteindelijk van Godfrey Barclay de Ardrossan, maar die stierf zonder een erfgenaam te hebben.
Sir Fergus Barclay, Baron van Ardrossan had, volgens verhalen, een band met de Duivel en hem werd verzocht touwen te maken van zand. Dat gelukte hem niet, waarna de Duivel geïrriteerd het dak van het kasteel intrapte en een afdruk van een hoefijzer achterliet.

## Verkeer en vervoer
Ardrossan heeft tegenwoordig een drietal stations aan de Ayshire Coast Line, die naar Largs, Ayr en Glasgow loopt: 
- Station Ardrossan South Beach
- Station Ardrossan Town
- Station Ardrossan Harbour

Het laatste station dient als station voor de veerhaven. De haven is een belangrijke locatie voor de veerdiensten van Caledonian MacBrayne, die veerdiensten biedt tussen de eilanden en het vasteland in het westen van Schotland. Vanuit Ardrossan vertrekken veerdiensten naar Brodick op Arran (sinds 1834) en naar Campbeltown op Kintyre (sinds 2013). In het verleden waren er ook diensten naar Belfast (tot 1976) en naar het Isle of Man (tot 1985). 
Door Ardrossan loopt de A738, de vroegere hoofdweg. Deze functie is overgenomen door de Three Towns Bypass van de A78. De A738 verbindt nu de drie plaatsen van Three Towns met elkaar en met Kilwinning. De A78 is de hoofdweg die langs de kust van Ayrshire loopt vanaf de M8/A8 bij Greenock, via Largs en West Kilbride naar Three Towns. Daarna loopt deze weg verder naar het zuidoosten, via Irvine en Troon naar de A77 bij Prestwick.

## Geboren
- John Kerr (1824-1907), fysicus en dominee

## Galerij

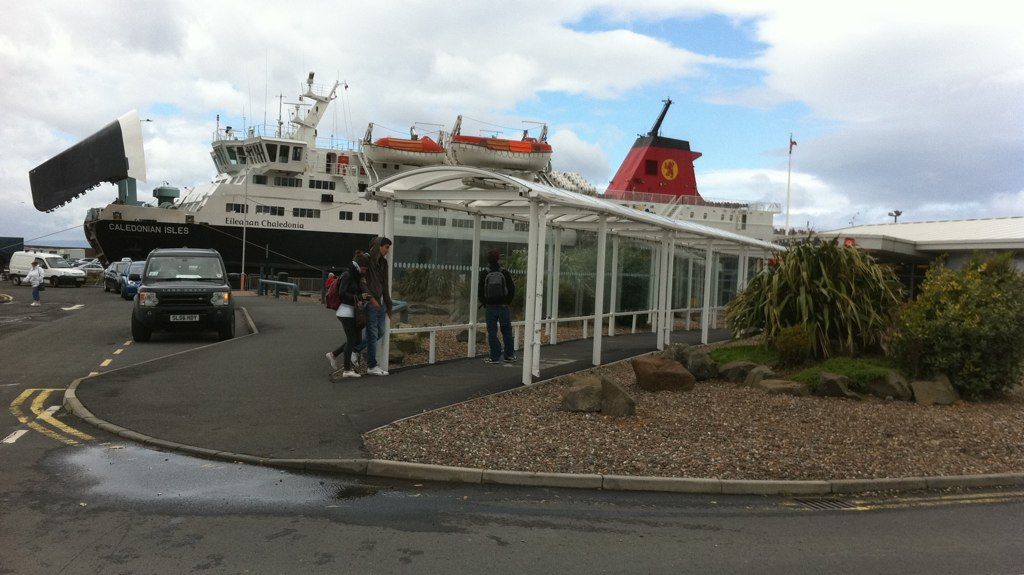
De MV Caledonian Isles in de haven van Ardrossan.
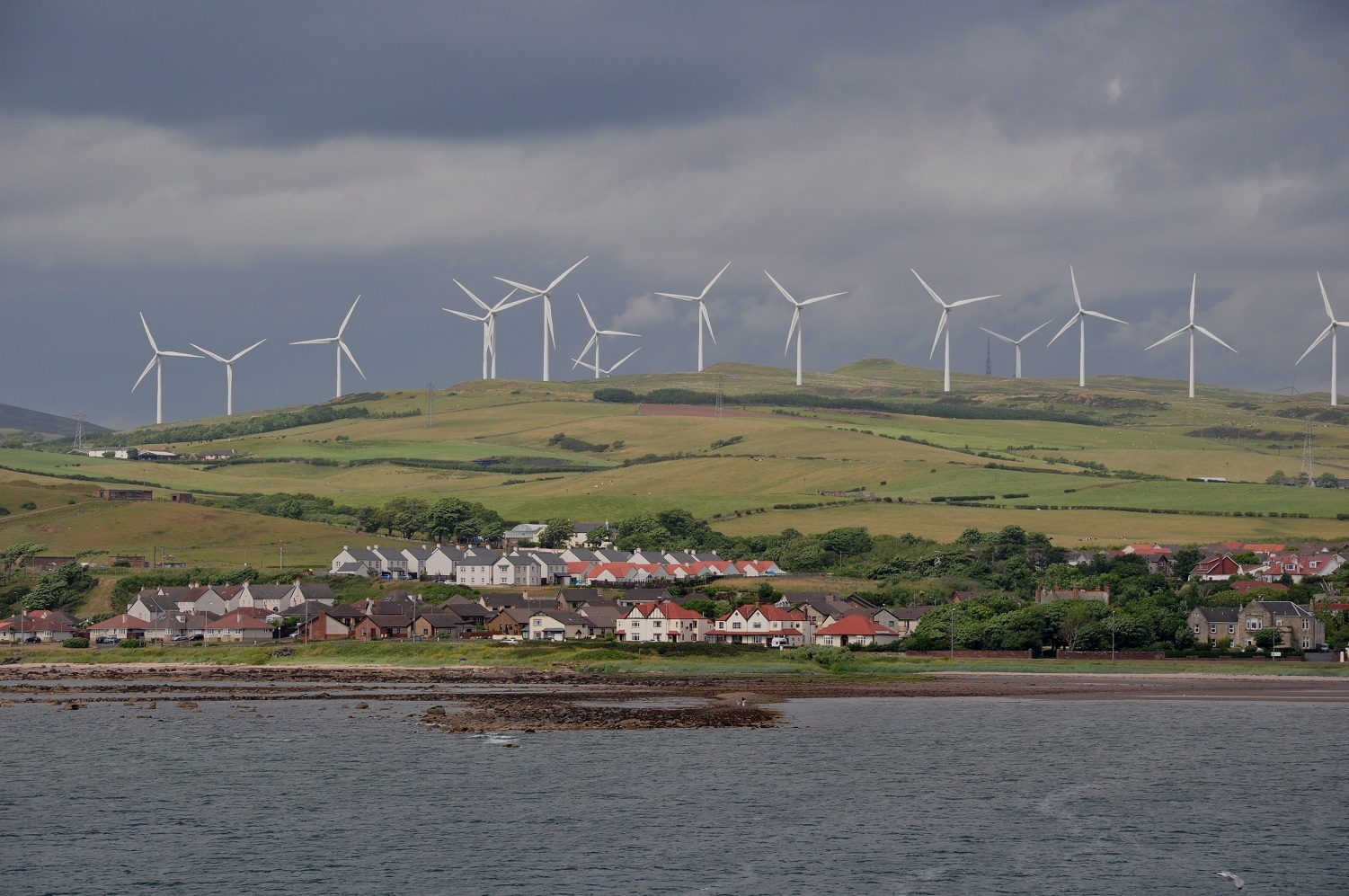
De heuvels achter Ardrossan worden gedomineerd door een enorm windpark.
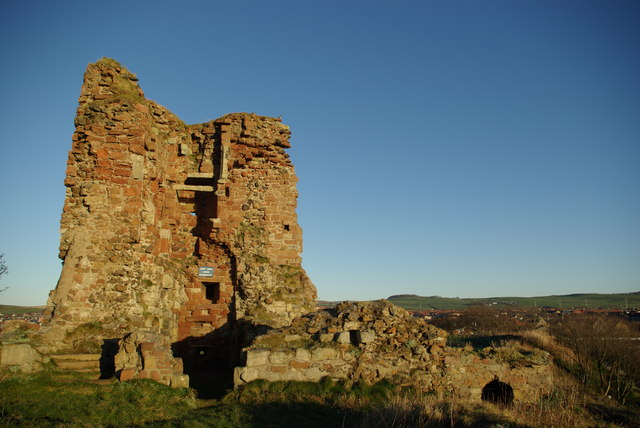
De ruïnes van Kasteel Ardrossan